# 2 дурня в снегу
«2 дурня в снегу» (фр. 2 cloches dans la neige) — французская комедия положений, снятая режиссёром Жаном-Луи Гийерму, вышла на экраны Франции в 1977 году. Первая работа Гийерму как режиссёра, где он также выступил сценаристом и исполнителем одной из ролей. Вдобавок он же являлся и директором картины как владелец основанной им кинокомпании «J.L.G. Productions».

## Сюжет
Собственно фр. cloche означает колокол, как, например, в композиции «Cloches sous la neige» («Колокола под снегом») композитора Марселя Турнье. Однако в разговорном французском это также значит дурень, недотёпа, о паре которых и идёт речь в фильме.
Два жизнерадостных друга (в ролях Кристиан Марен и Бубуль), не слишком одарённые умом, но удачливые в жизненных ситуациях, попадают на примету двум международным гангстерам (в ролях Анри Царняк и Жан-Луи Гийерму), планирующим ввезти из Франции в Италию и Швейцарию грузы героина по маршруту через Альпы на стыке трёх стран.
В череде событий «2 дурня» оказываются на чужой машине с грузом героина в Анси, где срывают банк в казино, вместе с преследующими их гангстерами вынуждены принять участие в чемпионате по фристайлу и испытать много иных приключений.